# リチャード・シュスターマン
リチャード・シュスターマン（Richard Shusterman, 1949年12月3日 - ）は、アメリカ合衆国
のプラグマティズムの哲学者。哲学的美学と「身体感性論（somaesthetics）」という新しい分野での業績で知られる。現在、フロリダ・アトランティック大学
ドロシー・F・シュミット人文学上級研究者・哲学科教授を務める。

## 略歴
リチャード・シュスターマンは1949年12月3日に、ユダヤ系の両親のもと、アメリカ合衆国フィラデルフィアで生まれた。16歳のとき、実家を離れてイスラエルに行き、エルサレム・ヘブライ大学で英文学と哲学を学んだ。そこで英文学と哲学の学士号と哲学の修士号を取得する（どちらもmagna cum laude評価で卒業）。イスラエルのいくつかの学校で教えた後、ネゲヴ・ベン＝グリオン大学で終身在職権を得る。1984年から1985年の学期に、オックスフォード大学セント・ジョンズ・カレッジに客員フェローとして滞在した。1986年、シュスターマンはアメリカのフィラデルフィアにあるテンプル大学哲学科で准教授となった。1988年に終身在職権を得て、1991年に教授へと昇進した。哲学科の学科長を1998年から2004年にかけて務める。2004年、リチャード・シュスターマンはテンプル大学を離れ、ボカラトンにあるフロリダ・アトランティック大学のドロシー・F・シュミット人文学上級研究者になる。新任校では、哲学科と英文科の教授を務める。リチャード・シュスターマンには二度の結婚歴がある。最初の妻とはイスラエルで結婚し、二人の息子と一人の娘をもうけた。二人目の妻との間には娘が一人生まれた。
ヘブライ大学にいた頃、シュスターマンは主に分析哲学を学んだ。その関心はオックスフォード大学で博士論文を執筆する時まで続いた。博士論文『The Object of Literary Criticism』は、J. O. アームソンの指導のもと、セント・ジョンズ・カレッジで仕上げ、1979年に論文審査に通った。タイトルはそのままで、1984年に公刊された。1988年、シュスターマンは二冊目の本『T. S. Eliot and Philosophy of Criticism』を上梓した。それと同時に、哲学的な関心に変化が起きた。二冊目の本を準備する際に参照した著作と、個人的な経験から、シュスターマンの興味は分析哲学からプラグマティズムへと移行したのである。彼はまた、独自のプラグマティズム的な美学を練り上げ始めた。ジョン・デューイの美学理論を基礎として、分析哲学の持つ議論の方法と道具立てを応用したものである。三冊目の本『Pragmatist Aesthetics』を1992年に出版したことで、シュスターマンの学者としてのキャリアに大きなブレイクスルーがもたらされた。この本は、哲学的諸問題（アートの定義、有機的全体、解釈、ポップアート、趣味の倫理学）に独自のアプローチで取り組んだもので、14ヶ国語に翻訳され、新板が何度も発行されるなどし、シュスターマンに国際的な名声をもたらしたのである。シュスターマンの地位はそれに続く次の三冊の著作刊行により、さらに強められた。『Practicing Philosophy』（1997）、『Performing Live』（2000）そして『Surface and Depth』（2002）。これらの著作は引き続きプラグマティズムの伝統のもと書かれており、大きな注目を集めた。数多くの批判とそれに伴う議論が、職業哲学者からだけでなく、文学理論家やカルチュラル・スタディーズ研究者からも沸き起こった。『Practicing Philosophy』において、彼は「身体感性論（somaesthetics）」という概念を導入し、『Performing Live』で詳細な議論を行った。身体感性論は、シュスターマンがその後書いた次の二冊の本のテーマである。『Body Consciousness: A Philosophy of Mindfulness and Somaesthetics』（2008）、『Thinking through the Body: Essays in Somaesthetics』（2012）。このうち最初の本は、7ヶ国語に翻訳され、身体感性論は国際的かつ学際的なプロジェクトとなり、哲学以外の研究者をも巻き込むようになった。二冊目の本は、身体感性論を各種の芸術や文化的実践に応用することで、このプロジェクトを統合し、学際的なアプローチへとまとめあげた。
2007年、身体感性論を発展させるプロジェクトの一部として、シュスターマンは「身体・心・文化センター」をフロリダ・アトランティック大学に立ち上げた。彼は多くの雑誌の編者を務めており、重要な助成金やフェローシップを全米人文科学基金、フルブライト委員会、アレクサンダー・フォン・フンボルト財団から受給している。
シュスターマンの哲学を規定する重要な要素のひとつは、彼が築いてきた国際的なキャリアである。例えば、フランスではピエール・ブルデューとともに、ソルボンヌや国際哲学コレージュで仕事をしたが、それにより彼のプラグマティズムは現代フランス哲学の伝統から多くを吸収することができた。フルブライト教授としてベルリンに滞在したときには、現代ドイツ哲学と彼のプラグマティズムをより緊密に交流させることができた。同様に、日本の広島大学、また中国の北京や山東省で客員教授として数年滞在したことで、アジア哲学や禅の実践に対する知見を深めることができた。
シュスターマンの哲学は、職業学者としての生活の枠を超える射程を持っている。1995年、彼はユネスコのプロジェクト「世界における哲学と民主主義」の代表者の一人を務めた。また、ユネスコの別のプロジェクトMUSIC（音楽、都市、社会統合、文化）のメンバーとしても数年活動した。2012年、彼はユネスコの委託を受けたプロジェクトを準備した。それは、インターネットを利用して世界の若者に訴えかけ、アートという手段を通じて平和と暴力についての対話を深めてもらう、という内容の企画だった。古代ギリシャにおける「教育」概念になぞらえて、このプロジェクトはPAIDEIAと名付けられた。これは、「Peace through Art and Internet Dialog for Education and Intercultural Association」の頭文字をとったものである。より地域に根ざした活動としては、1998年から2004年にかけて、「広場での対話」というタイトルの公開ディスカッションの場を企画・ホストしたことが挙げられる。バーンズ・アンド・ノーブル書店のリットンハウス広場が会場となっていた。2002年、フェルデンクライスメソッドの実践者として、認定証を受けた。それ以来、身体教育者・セラピストとしても活動を続けている。

## 著書
- The Object of Literary Criticism (Amsterdam: Rodopi, 1984).
- T. S. Eliot and Philosophy of Criticism (London and New York: Duckworth and Columbia University Press, 1988).
- Analytic Aesthetics (Oxford: Blackwell, 1989) – editor.
- The Interpretive Turn: Philosophy, Science, Culture (Ithaca: Cornell University Press, 1991) - edited with D. Hiley and J. Bohman.
- Pragmatist Aesthetics: Living beauty, Rethinking Art (Oxford: Blackwell, 1992) – published in English and translated into 14 languages: Chinese, German, Portuguese, Japanese, Korean, Finnish, Spanish, Romanian, Hungarian, Slovakian, French, Italian, Russian and Polish.
秋庭史典訳『ポピュラー芸術の美学――プラグマティズムの立場から』勁草書房、1999年
- Practicing Philosophy: Pragmatism and the Philosophical Life (New York: Routledge,1997) – translated into German, French, Chinese and Polish.
樋口聡、青木孝夫、丸山恭司訳『プラグマティズムと哲学の実践』世織書房、2012年
- Interpretation, Relativism, and the Metaphysics of Culture (New York: Humanity Books, 1999) –  edited with Michael Krausz.
- Bourdieu: A Critical Reader (Oxford: Blackwell, 1999) – editor.
- La fin de l’experience esthetique (Pau: Presse Universitaire de Pau, 1999).
- Performing Live (Ithaca: Cornell University Press, 2000) - translated into German.
- Pragmatist Aesthetics: Living Beauty, Rethinking Art, 2nd edition with a special introduction and a new chapter, (New York: Rowman and Littlefield, 2000).
- Surface and Depth: Dialectics of Criticism and Culture (Ithaca: Cornell University Press, 2002).
- The Range of Pragmatism and the Limits of Philosophy (Oxford: Blackwell,2004) – editor.
- Body Consciousness: A Philosophy of Mindfulness and Somaesthetics (New York: Cambridge University Press, 2008) - translated into French, Polish, Chinese, Portuguese, and Korean.

## 二次文献

### リチャード・シュスターマンについてのモノグラフ
- Małecki, Wojciech. Embodying Pragmatism: Richard Shusterman's Philosophy and Literary Theory. Frankfurt: Peter Lang, 2010.
- Koczanowicz, Dorota, and Wojciech Małecki, eds.Shusterman’s Pragmatism: Between Literature and Somaesthetics. Amsterdam, New York: Rodopi, 2012.
- Salaverría, Heidi. Spielräume des Selbst. Pragmatimus und kreatives Handeln. Berlin: Akademie, 2007.

### 学術論文
- Abrams, J.J. “Pragmatism, Artificial Intelligence, and Posthuman Bioethics: Shusterman, Rorty, Foucault.” Human Studies 27, 2004.
- Abrams, J.J. “Aesthetics and Ethics: Santayana, Nietzsche and Shusterman.” The Modern Schoolman 81:4 (2004).
- Altieri, C. “Practical Sense – Impractical Objects: Why Neo-Pragmatism Cannot Sustain an Aesthetics.” REAL: Yearbook of Research in English and American Literature 15 (1999).
- Arnold, P.J. “Somaesthetics, Education, and the Art of Dance.” Journal of Aesthetic Education 39:1 (Spring 2005).
- Barnes, T.J. “American pragmatism: Towards a geographical introduction.” Geoforum 39 (2008).
- Bourmeau, S. “Le corps au coeur.” Les Inrockuptibles 629 (18 Dec. 2007).
- Ghosh, R.K. “Art as Dramatization and the Indian Tradition.” The Journal of Aesthetics and Art Criticism 61:3 (Summer 2003).
- Grabes, H. “The Revival of Pragmatist Aesthetics.” REAL: Yearbook of Research in English and American Literature 15 (1999).
- Guerra, G. “Practicing Pragmatism: Richard Shusterman’s Unbound Philosophy.” Journal of Aesthetic Education 36:4 (2002).
- Haskins, C, “Enlivened Bodies, Autheniticity, and Romanticism.” Journal of Aesthetic Education 36:4 (Winter 2002).
- Higgins, K. “Living and Feeling at Home: Shusterman’s Performing Live.” Journal of Aesthetic Education 36:4 (2002).
- Jay, M. “Somaesthetics and Democracy: Dewey and Contemporary Body Art.” Journal of Aesthetic Education 36:4 (Winter 2002).
- Johnston, J.S. “Reflections on Shusterman’s Dewey.” Journal of Aesthetic Education 38:4 (Winter 2004).
- Leddy, T. “Moore and Shusterman on Organic Wholes.” Journal of Aesthetics and Art Criticism 49:1 (Winter 1991).
- Leddy, T. “Shusterman’s Pragmatist Aesthetics.” The Journal of Speculative Philosophy 16:1 (2002).
- Maher, G.C. “Brechtian Hip-Hop. Didactics and Self-Production in Post-Gangsta Political Mixtapes.” Journal of Black Studies 36:1 (September 2005).
- Maleuvre, D. “Art and Criticism: Must Understanding Be Interpretive?” Substance 30:3 (review of Pragmatist Aesthetics).
- Mullis, E.C. “Performative Somaesthetics: Principles and Scope.” Journal of Aesthetic Education 40:4 (Winter 2006).
- Nehamas, A. “Richard Shusterman on Pleasure and Aesthetic Experience.” The Journal of Aesthetics and Art Criticism 56:1 (Winter 1998).
- Rorty, R. “Response to Richard Shusterman.” Richard Rorty. Critical Dialogues. Eds. M. Festenstein and S. Thompson. Cambridge: Polity Press, 2001.
- Salaverría, H. "Enjoying the Doubtful. On Transformative Suspensions in Pragmatist Aesthetics." European Journal of Pragmatism and American Philosophy, Volume 4, Number 1, 2012. http://lnx.journalofpragmatism.eu/
- Säätelä, S. “Between Intellectualism and 'Somaesthetics.'” XIVth International Congress of Aesthetics, Proceedings Part II. Eds. A. Erjavec, L. Kreft and M. Bergamo, 'Filozofski Vestnik 2 (1999).
- Soulez, A. “Practice, Theory, Pleasure, and the Problems of Form and Resistance: Shusterman’s Pragmatist Aesthetics.” The Journal of Speculative Philosophy 16:1 (2002).
- Taylor, P.C. “The Two-Dewey Thesis, Continued: Shusterman’s Pragmatist Aesthetics.” The Journal of Speculative Philosophy 16:1 (2002).
- Tupper, K.W. “Entheogens & education: Exploring the potential of psychoactives as educational tools.” Journal of Drug Education and Awareness 1:2 (2003).
- Welsch, W. “Rettung durch Halbierung? Zu Richard  Shsutermans Rehabilitierung ästetischer Erfahrung.” DzPhil, Berlin 47 (1999).
- Zerbib, D. “Richard Shusterman: les effets secondaires d'une philosophie douce.” LE MONDE DES LIVRES (29.11.07).
- Zerbib, D. “Richard Shusterman: intelligence du corps.” LE MONDE DES LIVRES (29.11.07)- a review of Richard Shusterman's Conscience du corps: pour une soma-esthétique.

### シュスターマンの著作ついてのシンポジウム
- "Author-Meets-Critics Symposium on Richard Shusterman's Thinking through the Body." Contemporary Pragmatism 12.1 (2015).
- "Special Theme on 'Richard Shusterman's Somaesthetics'." Frontiers of Philosophy in China 10.2 (2015).